# Sörby landskommun, Skaraborgs län
Sörby landskommun var en tidigare kommun i dåvarande Skaraborgs län.

## Administrativ historik
Kommunen inrättades i Sörby socken i Vilske härad i Västergötland när 1862 års kommunalförordningar trädde i kraft.  
I kommunen inrättades 5 juli 1923 Floby municipalsamhälle, även beläget i Floby landskommun.
Vid Kommunreformen 1952 uppgick kommunen i Vilske landskommun som 1974 uppgick i Falköpings kommun.